# Tennis op de Olympische Zomerspelen 1896
Tennis is een van de sporten die beoefend werden tijdens de Olympische Zomerspelen 1896 in Athene.

## Mannen

### Medailles
| Onderdeel  | Goud                                                          | Goud                                                          | Zilver                                                  | Zilver                                                  | Brons                                                        | Brons                                                        |
| ---------- | ------------------------------------------------------------- | ------------------------------------------------------------- | ------------------------------------------------------- | ------------------------------------------------------- | ------------------------------------------------------------ | ------------------------------------------------------------ |
| Enkelspel  | GBR                                                           | John Pius Boland                                              | GRE                                                     | Dionysios Kasdaglis                                     | HUN                                                          | Momcsilló Tapavicza                                          |
| Enkelspel  | GBR                                                           | John Pius Boland                                              | GRE                                                     | Dionysios Kasdaglis                                     | GRE                                                          | Konstantinos Paspatis                                        |
| Dubbelspel | Duitsland / Groot-Brittannië Friedrich Traun John Pius Boland | Duitsland / Groot-Brittannië Friedrich Traun John Pius Boland | Griekenland Dionysios Kasdaglis Demetrios Petrokokkinos | Griekenland Dionysios Kasdaglis Demetrios Petrokokkinos | Australië / Groot-Brittannië Teddy Flack George S. Robertson | Australië / Groot-Brittannië Teddy Flack George S. Robertson |

## Medaillespiegel
| Plaats | Land             | NOC    | Goud | Zilver | Brons | Totaal |
| ------ | ---------------- | ------ | ---- | ------ | ----- | ------ |
| 1      | Groot-Brittannië | GBR    | 1    | 0      | 0     | 1      |
| 1      | GER / GBR        | -      | 1    | 0      | 0     | 1      |
| 3      | Griekenland      | GRE    | 0    | 2      | 1     | 3      |
| 4      | AUS / GBR        | -      | 0    | 0      | 1     | 1      |
| 4      | Hongarije        | HUN    | 0    | 0      | 1     | 1      |
| Totaal | Totaal           | Totaal | 2    | 2      | 3     | 7      |

Athene 1896 · 
Parijs 1900 · 
St. Louis 1904 · 
Athene 1906 ·
Londen 1908 · 
Stockholm 1912 · 
Antwerpen 1920 · 
Parijs 1924 · 
Mexico-stad 1968 (demonstratie) · 
Los Angeles 1984 (demonstratie) · 
Seoel 1988 · 
Barcelona 1992 · 
Atlanta 1996 · 
Sydney 2000 · 
Athene 2004 · 
Peking 2008 · 
Londen 2012 · 
Rio de Janeiro 2016  · 
Tokio 2020  · 
Parijs 2024  · 
Los Angeles 2028 
Medaillewinnaars
Atletiek · Gewichtheffen · Schermen · Schietsport · Tennis · Turnen · Wielersport · Worstelen · Zwemmen